# Hege Schøyen
Hege Schøyen, född 22 maj 1957 i Oslo, är en norsk skådespelare, sångare och komiker.

## Biografi
Schøyen gick på Norges Musikkhøyskole med huvudinriktningen sång. Hon scendebuterade 1982 på Chat Noir i På floss med katta. Sitt stora genombrott fick hon, på samma scen, 1986 med monologen Stælken Gundersen.
På revyscenen har hon bland annat arbetat med Dizzie Tunes, Sven Nordin och Øystein Sunde. Våren 2010 tog hon över rollen som Lina Lamont från Maria Lundqvist i musikalen Singin' in the Rain på Oscarsteatern.
På film har hon mest haft biroller och är, i Sverige, bland annat känd för sin roll som Mette Gulbrandsen i filmen Den ofrivillige golfaren. Hon är systerdotter till Jon Skolmen. Schøyen är gift med jazz-musikern Arild Andersen.

## Filmografi i urval
- 1991 – Den ofrivillige golfaren
- 1994 – Fredrikssons fabrikk – The movie
- 1999 – Suffløsen
- 2002 – Alla älskar Alice
- 2003 – Olsenbanden Junior går under vann
- 2014 – Gentlemen
- 2016 – Gentlemen & Gangsters (TV-serie)
- 2016 – Snøfall
- 2019 – Home for Christmas (TV-serie)

## Teater

### Roller
| År   | Roll          | Produktion                                                                        | Regi             | Teater        |
| ---- | ------------- | --------------------------------------------------------------------------------- | ---------------- | ------------- |
| 2010 | Lina Lamont   | Singin' in the rain Betty Comden, Adolph Green, Arthur Freed och Nacio Herb Brown | Bo Hermansson    | Oscarsteatern |
| 2022 | Rita Marshall | Tootsie David Yazbek(en) och Robert Horn                                          | Edward af Sillén | Oscarsteatern |

### Fotnoter
1. ↑  Norsk biografisk leksikon, Kunnskapsforlaget, läs onlineläs online.[källa från Wikidata]
2. ↑  ”Singin' in the Rain”. Chinateatern. Arkiverad från originalet den 23 september 2015. https://web.archive.org/web/20150923202934/http://www.chinateatern.se/show/singinin-the-rain/. Läst 3 september 2015.